# Преров (Немачка)
Преров (њем. Prerow) општина је у њемачкој савезној држави Мекленбург-Западна Померанија. Једно је од 64 општинска средишта округа Нордфорпомерн. Према процјени из 2010. у општини је живјело 1.665 становника. Посједује регионалну шифру (AGS) 13057068.

## Географски и демографски подаци
Преров се налази у савезној држави Мекленбург-Западна Померанија у округу Нордфорпомерн. Општина се налази на надморској висини од 3 метра. Површина општине износи 11,3 km². У самом мјесту је, према процјени из 2010. године, живјело 1.665 становника. Просјечна густина становништва износи 147 становника/km².